# Giovanni Stefano Fontana Morello
Giovanni Stefano Fontana Morello (Biella, XVI secolo – Vercelli?, dopo il 1634) è stato un compositore, organista e presbitero italiano.

## Biografia
Originario di Biella, nel 1614 è organista nella chiesa della Madonna di Robbio, che allora faceva parte della diocesi di Vercelli.  
Nel 1617 fu nominato canonico di Santo Stefano a Biella, posto a cui rinunziò il 29 dicembre 1634 per accettare la nomina a canonico di Santa Maria Maggiore a Vercelli, dove si presume che sia morto.
Diede alle stampe due libri di musica sacra:
- Il primo libro de sacri concerti à 2, 3, 4 v., Milano, Filippo Lomazzo, 1614
- Messe, Motetti, Miserere, et letanie di Nostra Signora a 8 v., Milano, Giorgio Rolla, 1633

Entrambi i libri sono noti in un'unica copia superstite, conservata alla Biblioteca capitolare di Aosta. In particolare, del primo libro sopravvivono tre parti su quattro, mentre del secondo solo una parte delle dieci originarie.